# Bremer Teich
Der Bremer Teich, ursprünglich Hirschteich und seit 1968 eine Zeit lang Bremer Dammteich genannt, im Mittelgebirge Harz ist ein 1735 angelegter und etwa 3,7 ha großer Stauteich in den bewaldeten Südausläufern der zur Stadt Quedlinburg gehörenden Gemarkung von Gernrode im Landkreis Harz in Sachsen-Anhalt. Er dient zur Fischerei, dem Hochwasserschutz und zur Naherholung und ist im örtlichen Denkmalverzeichnis eingetragen.

## Geographische Lage
Der Bremer Teich liegt im Unterharz im Naturpark Harz/Sachsen-Anhalt. Zwischen Friedrichsbrunn (Thale) und Mägdesprung (Harzgerode) befindet er sich im Wald etwa 4,5 km südsüdwestlich von Gernrode (Quedlinburg) knapp 2 km östlich der Viktorshöhe (581,5 m ü. NHN) auf 423,2 m Höhe. Gespeist und entwässert wird er vom Bremer Graben, der südostwärts zur Selke fließt. Seine Vorfluter sind die Selke, Bode und Saale. Unweit vorbei führt die Straße der Romanik und der Radwanderweg Nordharz.

## Geschichte und Beschreibung
Hundert Jahre vor der Entstehung des Bremer Teichs wurde 1696 etwas südwestlich des heutigen Teichs während einer Parforcejagd durch den anhaltischen Fürsten Viktor Amadeus der letzte Bär in den Anhaltischen Forsten erlegt. Zum Gedenken daran wurde um 1900 das Bärendenkmal errichtet.
Nach dem Zeitgenossen Julius Bernhard von Rohr wurde der Bremer Teich ein Jahr vor Erscheinen seines Buches Geographische und Historische Merckwürdigkeiten des Vor- oder Unter-Hartzes, also 1735, angelegt, nach anderen Angaben bereits 1730, und soll zum Fangen von Hirschen gedacht gewesen sein, woher sein ursprünglicher Name, Hirschteich, stammt. Er verdankt seinen heutigen Namen dem Ingenieur Bremer, der den Damm konstruierte. Bedeutung hatte der Teich für die Wasserhaltung des nahegelegenen Bergbaus und gilt als Zeugnis der Montangeschichte des Ostharzes.

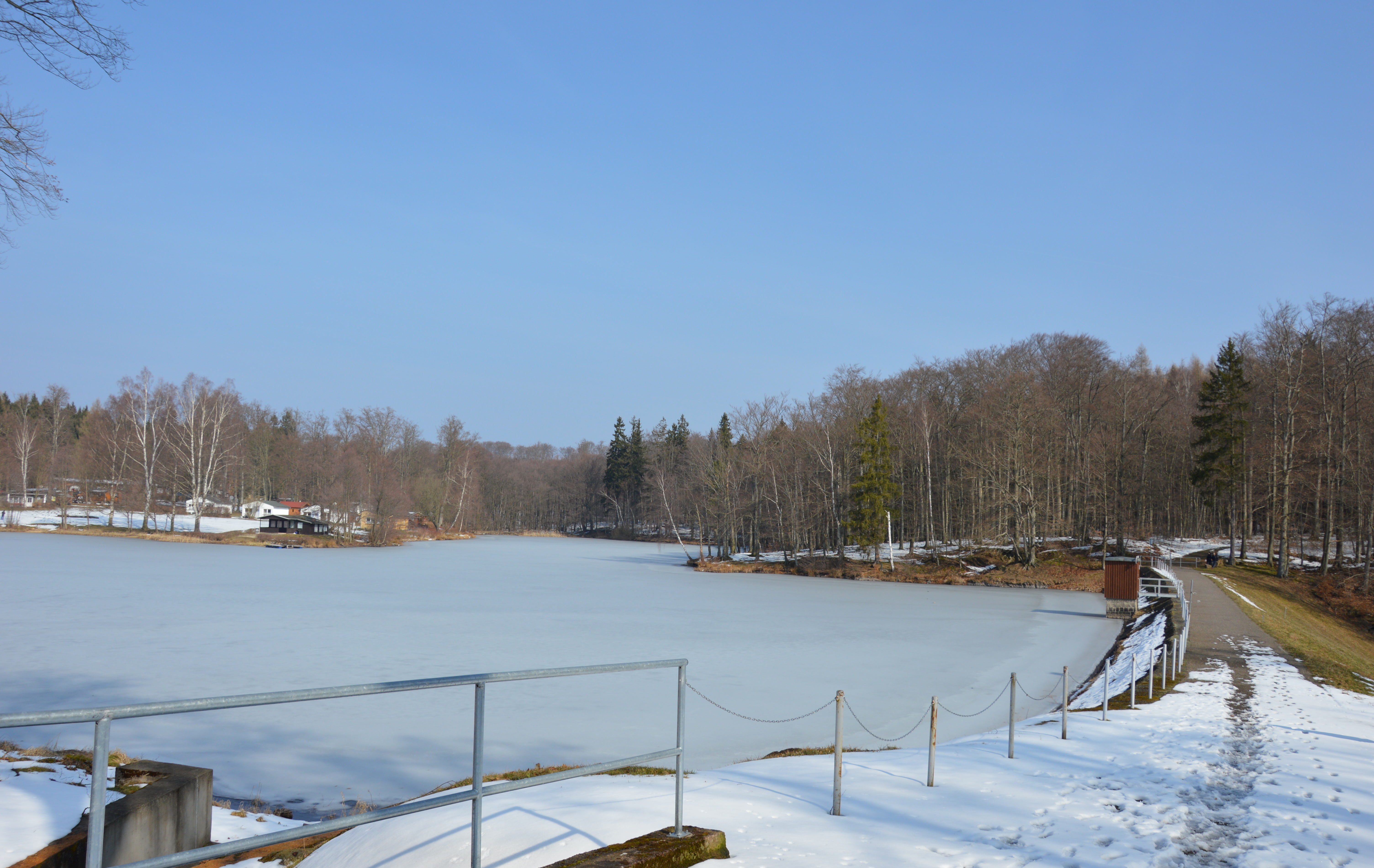
Zugefrorener Bremer Teich, März 2018

Als Staudamm dient ein Erddamm mit Kern- und Außenhautdichtung. Er ist 13,1 m über der Gründungssohle hoch, an seiner Krone 112 m lang und 3 m breit. Im Jahr 1968, nach anderen Angaben bereits 1966, wurde dieser durch Aufschüttung noch verstärkt und das Gewässer hieß eine Zeit lang Bremer Dammteich. Dabei entstanden eine Jugendherberge, Zeltplätze und eine Gastronomie, die sich auch heute noch am als Naturbad genutzten Teich befinden, so dass dieser mit seiner Umgebung als Naherholungsgebiet dient. Weitere Sanierungen wurden 2010/2011 durchgeführt.
Der Teich hat eine Fläche von 3,7 ha, seine Wasseroberfläche liegt auf 423,2 m ü. NHN. Der Gesamtstauraum ist 0,129 Millionen m³ und der Speicherraum 0,1 Mio. m³ groß. Die Größe des Einzugsgebiets liegt bei 1,3 km².
Der Bremer Teich ist als Nr. 196 in das System der Stempelstellen der Harzer Wandernadel einbezogen.